# Wincenta

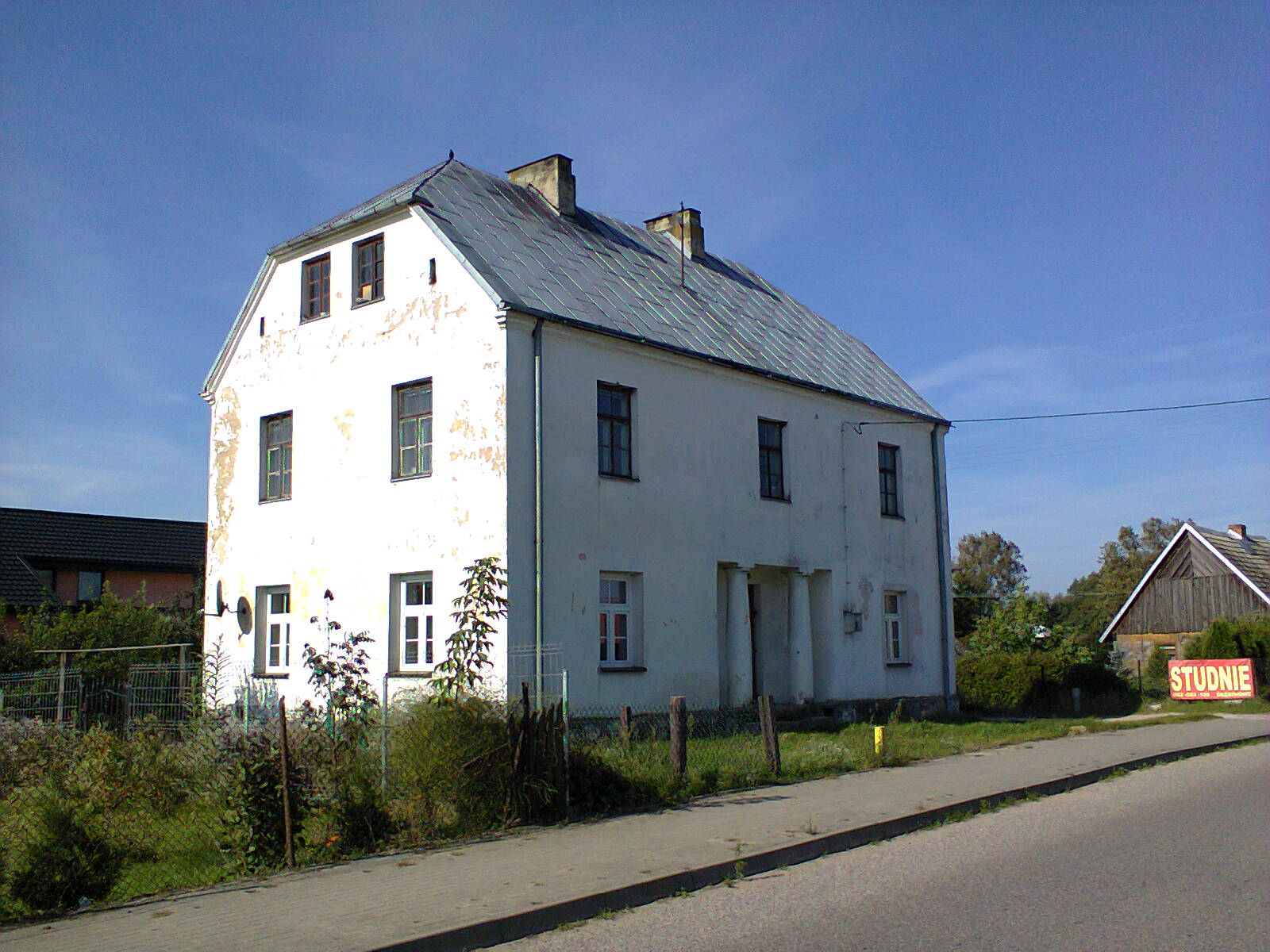
Budynek dawnej komory celnej w Wincencie

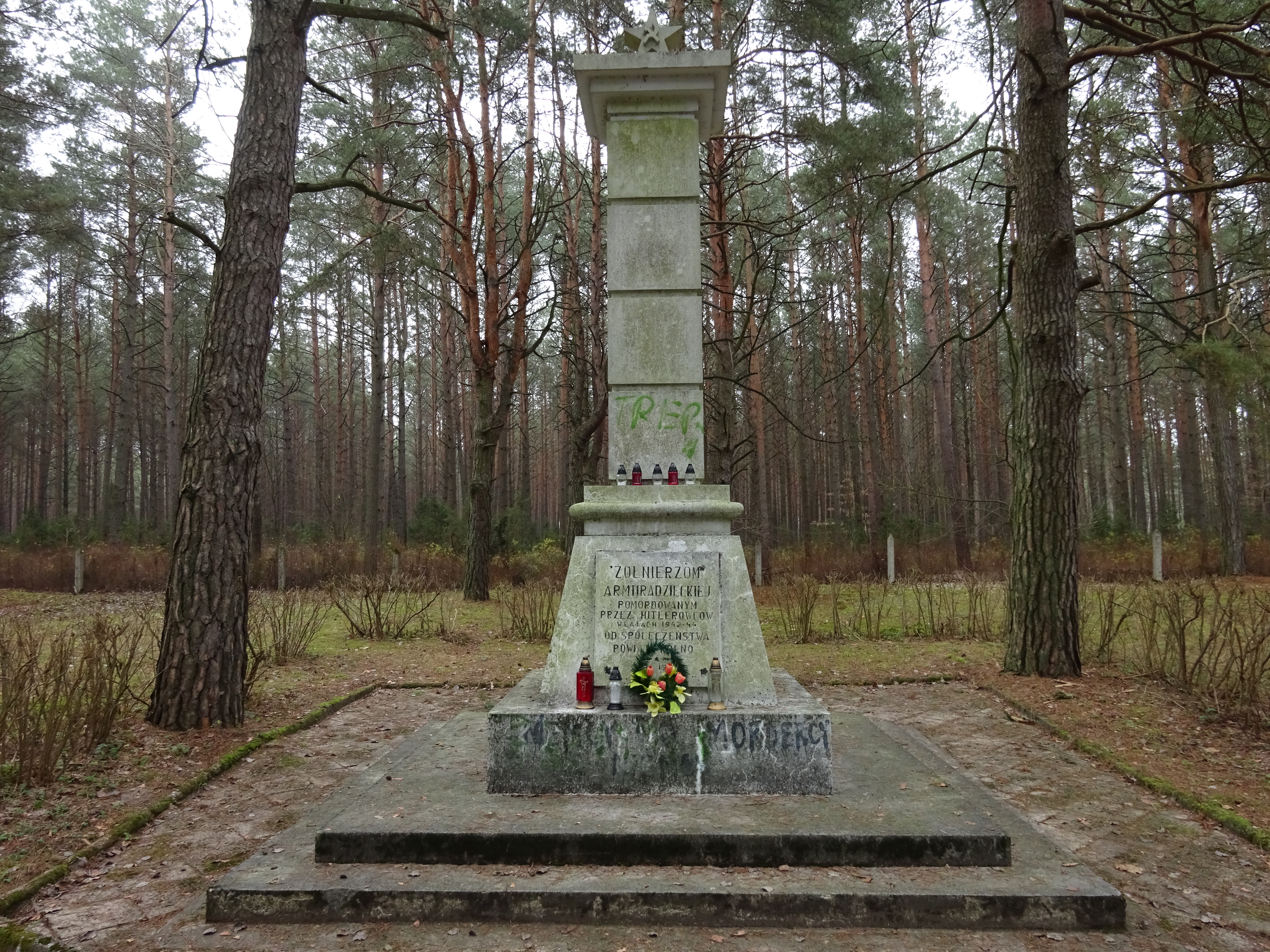
Cmentarz wojenny jeńców radzieckich z II wojny światowej

Wincenta – wieś w Polsce położona w województwie podlaskim, w powiecie kolneńskim, w gminie Kolno. 
Wierni kościoła rzymskokatolickiego należą do parafii Parafia Najświętszego Serca Jezusowego w Koźle.

## Historia
Kilometr na zachód od wsi przepływa rzeka Pisa, na północ - wpadająca do niej rzeczka Wincenta. Wzdłuż tej ostatniej przebiega historyczna granica mazowiecko-pruska, od 1388 r. stanowiąca granicę Księstwa Mazowieckiego i Prus, w latach 1526–1795 Prus i Królestwa Polskiego, 1807–1814 Prus i Księstwa Warszawskiego, 1815–1871 Prus i podległego Rosji Królestwa Polskiego, 1871–1916 Niemiec i Rosji, zaś w okresie 1918–1939 Polski i Niemiec. W położonej na szosie Kolno–Pisz Wincencie od połowy XIX w. do 1939 r. znajdowała się komora celna, atakowana przez siły powstańcze w czasie powstania styczniowego.
Pod wsią w 1920 r. żołnierze Kowieńskiego Pułku Strzelców stoczyli udaną potyczkę z cofającymi się bolszewikami, którzy porzucili znaczne ilości sprzętu. O armaty, które ugrzęzły w korycie granicznej rzeczki żołnierze polscy pobili się na pięści z niemieckimi pogranicznikami.
W okresie międzywojennym miejscowość była siedzibą komisariatu Straży Celnej „Wincenta” oraz ulokowano tu placówkę Straży Celnej.
Według Powszechnego Spisu Ludności z 1921 roku zamieszkiwało tu 273 osób w 28 budynkach mieszkalnych. Miejscowość należała do parafii rzymskokatolickiej w Kolnie. Podlegała pod Sąd Grodzki w Kolnie i Okręgowy w Łomży; właściwy urząd pocztowy mieścił się w Kolnie.
W wyniku napaści ZSRR na Polskę we wrześniu 1939 miejscowość znalazła się pod okupacją sowiecką. 2 listopada została włączona do Białoruskiej SRR. 4 grudnia 1939 włączona do nowo utworzonego obwodu białostockiego. Od czerwca 1941 roku pod okupacją niemiecką. 22 lipca 1941 r. włączona w skład okręgu białostockiego III Rzeszy.
W 1941 r. do wykopanych tu przez Sowietów rowów przeciwczołgowych zaczęto przywozić ciała jeńców z obozu w Dłutowie (Stalag Fischborn). Według niepotwierdzonych informacji część jeńców Niemcy zamordowali już w samej Wincencie. Liczbę ofiar szacuje się na od kilku do 12 tysięcy. Obecnie upamiętnia to cmentarz wojenny – miejsce pamięci narodowej.
W latach 1975-1998 miejscowość administracyjnie należała do województwa łomżyńskiego (wcześniej do woj. białostockiego).

## Zabytki
- Cmentarz wojenny z II wojny światowej (jeńców radzieckich), nr rej.: A-434 z 30 grudnia 1991[14].
- Budynek urzędu celnego, 1920, nr rej.: A-390 z 11 sierpnia 1989[14][15].